# Rigelnov graben
Rigelnov graben je manjši potok, ki se vzhodno od naselja Radeče kot desni pritok izliva v reko Savo. 